# Snohomish
Snohomish, pleme Salishan Indijanaca s donjeg toka rijeke Snohomish i južnom dijelu otoka Whidbey u Washingtonu. Značenje imena ovog plemena nije poznato, a od Calapooya su nazivani Ashnuhumsh. 
Snohomishi su jezično najsrodniji plemenima čiji jezici pripadaju skupini Twana, no njihovim jezikom 1998. još je govorilo tek deset ili manji ljudi. Među Snohomishima se razlikovalo se nekoliko lokalnih skupina, to su:
- Sdugwadskabsh, južni dio otoka Whidbey Island.
- Skwilsi'diabsh, od Preston Pointa do juga otoka Camano.
- Snohomish vlastiti, Port Gardner Bay i rijeka Snohomish River.
- Tukwetlbabsh, na rijeci Snohomish River.

Stanovništvo.— Mooney (1928.) procjenjuje populaciju Snohomiša, Snoqualmieja, Tulalipa i nekih drugih na 1200 1780.
Godine 1850. bilo je 350 Snohomiša. Popis stanovništva iz 1910. daje 664, očito uključujući i druge skupine, a Ured Sjedinjenih Država za indijanska pitanja, 667, 1937.
Snohomishi danas žive na rezervatu Tulalip, utemeljenom ugovorom Point Elliott 1855. za plemena Dwamish ili Duwamish, Etakmur (Etakmehu), Lummi, Snohomish, Suquamish i Swiwamish (Sammamish), te u okruzima King, Snohomish i Jefferson, s nekih 1,700 članova na kraju 20.-tog stoljeća. Prema SIL-u njihov broj iznosio je oko 800 1977.

## Etnografija
Bazen rijeke Snohomish nalazi se u području Puget Sounda i pripada kulturnom području Sjeverozapadne obale. Ribari i vješti drvorezbari i graditelji velikih drvenih kanua i kuća. Njima na sjeveru žive skupine Skagit Indijanaca, a na jugu Sammamish, jedna od skupina Duwamisha. 

## Vanjske poveznice
- The Snohomish Tribe of Indians  Arhivirana inačica izvorne stranice od 11. ožujka 2023. (Wayback Machine)